# 1861 w polityce

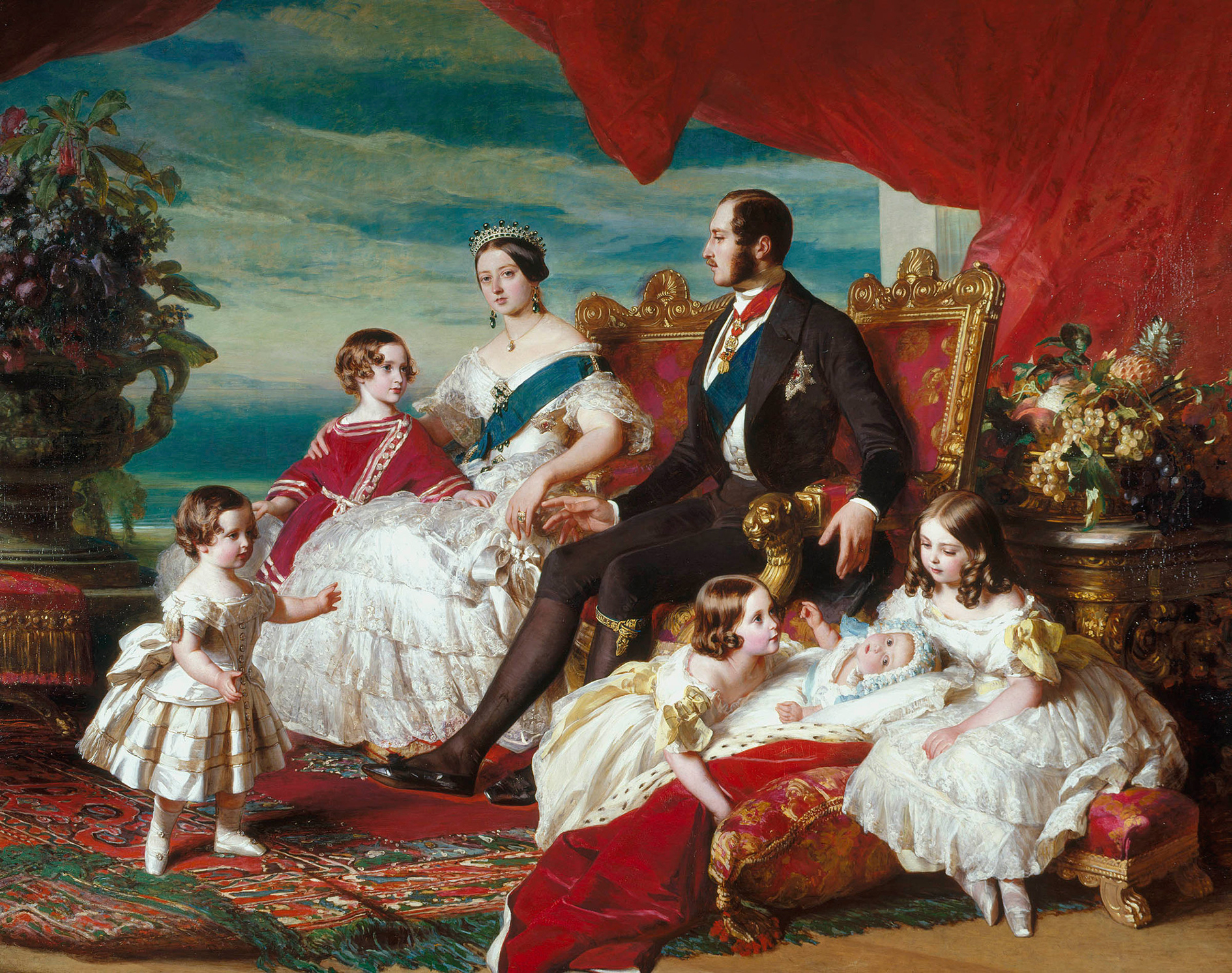
Królowa Wiktoria i książę Albert z dziećmi

Wydarzenia polityczne w 1861 roku.

## Wydarzenia
- 8 listopada – okręt marynarki wojennej Unii, "San Jacinto", dowodzony przez kapitana Charlesa Wilkesa zatrzymał brytyjski statek "Trent", na którym podróżowali do Europy dwaj dyplomaci Konfederacji. Incydent stworzył zagrożenie przystąpienia Wielkiej Brytanii do Wojny secesyjnej[1][2].

## Zmarli
- 2 stycznia – Fryderyk Wilhelm IV, król Prus[3].
- 7 września – Willie Person Mangum, amerykański prawników i polityk[4].
- 14 grudnia – Albert, książę Wielkiej Brytanii i Irlandii, mąż królowej Wiktorii Hanowerskiej[5].